# Jelenský potok (přítok Starohorského potoka)
Jelenský potok je potok na Horním Pohroní, v severní části okresu Banská Bystrica. Je to levostranný přítok Starohorského potoka, má délku 3 km a je tokem V. řádu.

## Tok
Protéká Starohorskými vrchy, pramení na severozápadním svahu vrchu Jelenské skály (1 153,3 m n. m.) v nadmořské výšce kolem 915 m n. m. Nejprve teče směrem na severovýchod, zprava přibírá přítok ze severovýchodního svahu Jelenské skály a stáčí se na sever. Po přibrání pravostranného přítoku zpod Krčahova (1 128,8 m n. m.) pokračuje severozápadním směrem Jelenskou dolinou. Zleva přibírá přítok zpod Staré hory (963,9 m n. m.), teče přes osadu Dolný Jelenec, napájí malou údolní vodní nádrž s vodní elektrárnou a následně ústí v nadmořské výšce kolem 555 m n. m. do Starohorského potoka.